# Lycopodium aberdaricum
Lycopodium aberdaricum es una especie de Lycopodiopsida del género Lycopodium, de la familia Lycopodiaceae, del orden Lycopodiales.

## Taxonomía
Fue descrita científicamente por Chiov. Fue publicado por primera vez en Chiov. (1935). In: Lav. Ist. Bot. Univ. Modena 6: 152.